# Mercure de France (maison d'édition)
Pour les articles homonymes, voir Mercure.
Ne doit pas être confondu avec Mercure de France.
Les éditions du Mercure de France sont une maison d'édition française fondée par Rachilde et Alfred Vallette à la fin de l'année 1893 à Paris, dans le prolongement de la revue du Mercure de France. La maison appartient depuis 1958 aux éditions Gallimard.

## Histoire de la maison d'édition
En janvier 1890, le nom du Mercure de France est repris par Alfred Vallette avec un groupe d’amis pour fonder une revue adossée à une structure éditoriale indépendante. Les réunions ont lieu dans le quartier Saint-Germain-des-Prés au café de la Mère Clarisse, rue Jacob avec Jean Moréas, Ernest Raynaud, Jules Renard, Remy de Gourmont, Louis Dumur, Alfred Jarry, Albert Samain, Saint-Pol-Roux, George-Albert Aurier et Julien Leclercq : la génération symboliste.
Cette nouvelle aventure littéraire ne fut possible qu'avec ce que l'on appelait à l'époque « La Seconde Pléiade » : lancée par Rodolphe Darzens en 1886, La Pléiade est une revue qui accueillait de nombreux jeunes poètes, futurs collaborateurs du Mercure. En 1889, Louis-Pilate de Brinn’Gaubast en devient le rédacteur en chef et s'entoure d'Édouard Dubus, Louis Dumur et Gabriel-Albert Aurier. Alfred Vallette va y prendre le pouvoir et la transformer en un nouveau Mercure de France grâce aux mésaventures de Brinn'Gaubast : accusé d'avoir volé le manuscrit des Lettres de mon moulin d'Alphonse Daudet pour les enfants duquel il était précepteur, il voit sa carrière anéantie.
En 1889, Alfred Vallette épousait la romancière Rachilde dont l’œuvre et la personnalité firent beaucoup pour le rayonnement du Mercure de France. Auteur du scandaleux Monsieur Vénus, qui lui vaudra une condamnation pour outrage aux bonnes mœurs, elle participe à la revue jusqu’en 1924 et tient salon tous les mardis, les fameux « mardis du Mercure », qui voient défiler bon nombre de futurs grands écrivains dans son bureau.
L'adresse du siège originel est le 15 rue de l'Échaudé. Dans cet immeuble, Vallette possède son bureau et même une imprimerie.
Le Mercure de France accède progressivement à la reconnaissance et développe fin 1893 un département d'édition d'ouvrages appelé « édition du Mercure de France ». Rachilde y publie de jeunes auteurs comme Jean de Tinan, ornant leurs ouvrages de dessins gravés, faisant appel, par exemple, à Henri de Toulouse-Lautrec (L'Exemple de Ninon de Lenclos amoureuse, 1898). Mallarmé, Remy de Gourmont et Heredia y font paraître quelques textes inédits. Un tel succès, dans un secteur fortement concurrentiel, s’explique par un grand sérieux, une grande liberté de ton et une capacité à se situer au-dessus des écoles. Philéas Lebesgue y tiendra, par exemple, trois chroniques régulières, traitant des Lettres portugaises, des Lettres néo-grecques et des Lettres yougoslaves. Paul Léautaud y sera secrétaire de rédaction pendant trente-trois ans de 1908 à 1941 et assurera la chronique dramatique de 1911 à 1920.

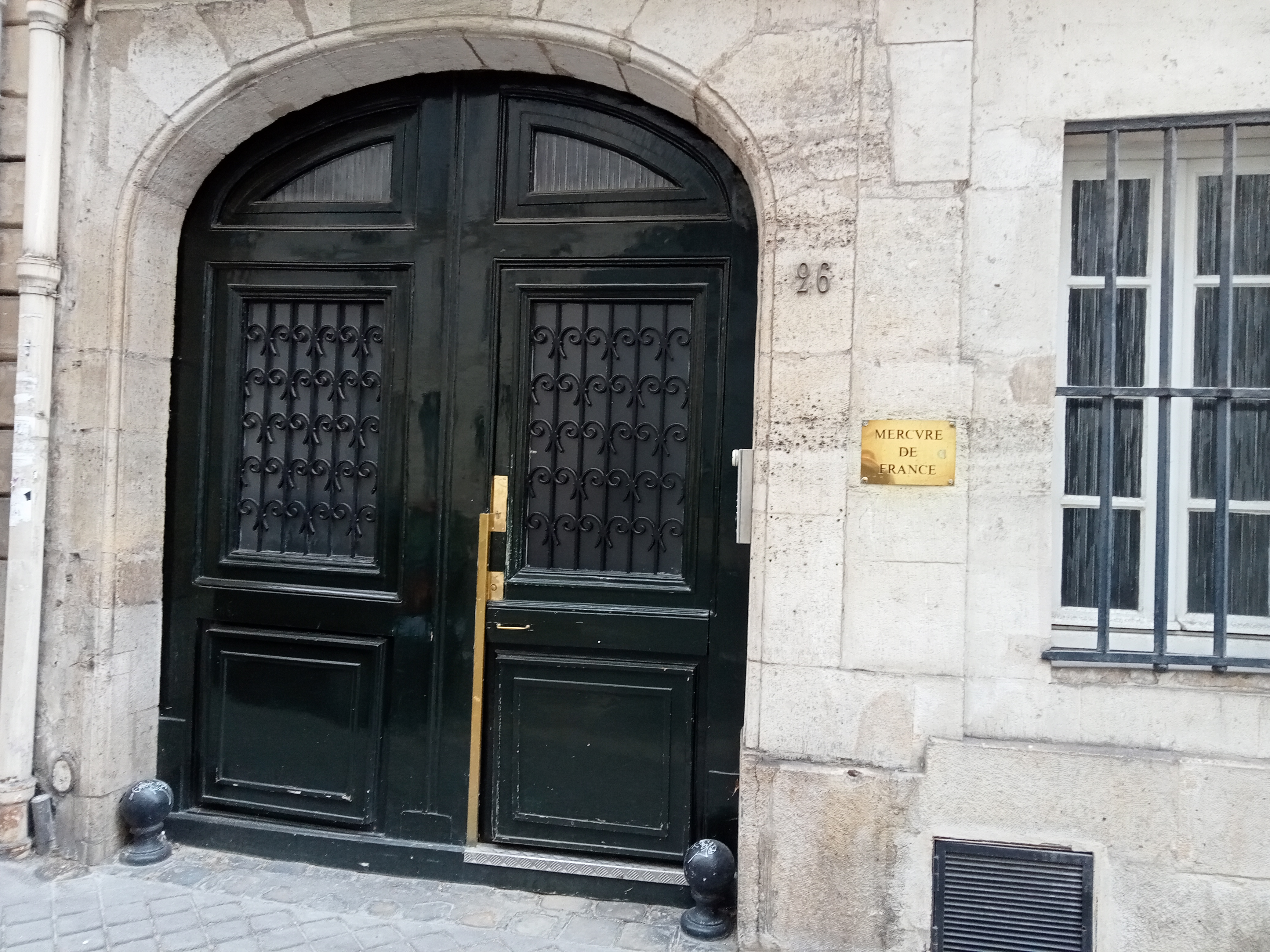
Siège du Mercure de France au 26, rue de Condé à Paris.

 Outre des textes symbolistes et les premières traductions de Nietzsche en français, l’éditeur publie les premiers ouvrages de Georges Eekhoud, Remy de Gourmont, André Gide, Paul Claudel, Georges Duhamel, Colette, et Guillaume Apollinaire, mais aussi des études, comme les travaux musicologiques d'Édouard Ganche.

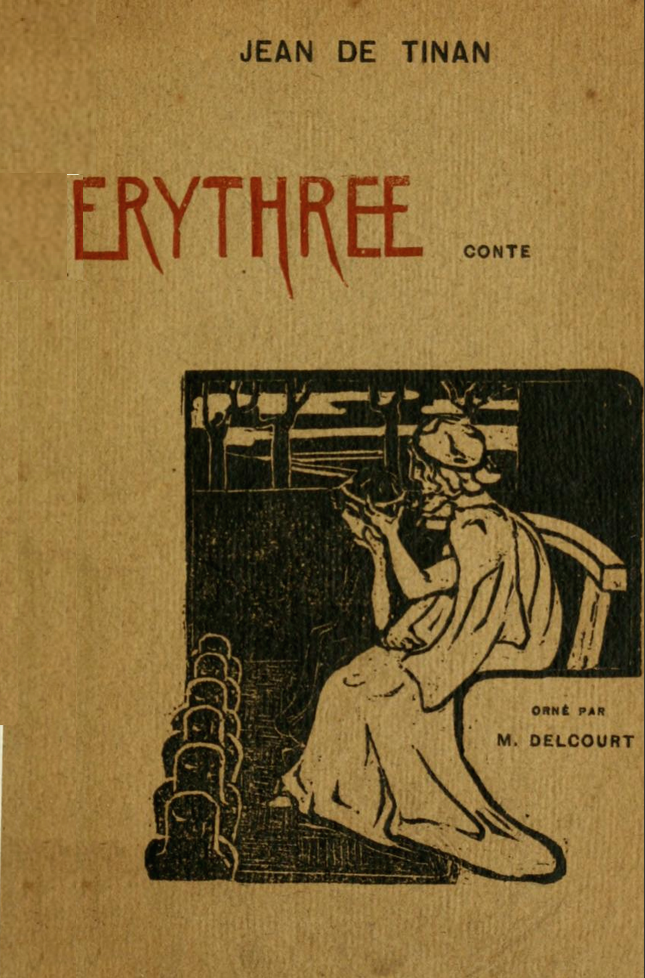
Erythrée de Jean de Tinan, illustré par Maurice Delcourt, publié en 1896.

Le 23 mars 1903, les bureaux sont transférés au 26 rue de Condé, leur siège actuel.
En janvier 1905, la revue, jusqu'alors mensuelle, devient bimensuelle.
Le 26 juin 1908, Édouard Dujardin confie la gérance de la Revue des idées au Mercure. André Gide quitte la maison la même année pour s'en aller fonder La Nouvelle Revue française. Plus tard, Adolphe Van Bever, secrétaire de rédaction depuis 1897, quitte la maison en 1912.
En juin 1931, Paul Léautaud assiste à la rencontre entre Vallette, Jacques Bernard et Stanislas Kahan (1893 - ?), ancien médecin militaire et fondateur des éditions du Trianon, lequel propose de racheter le fonds du Mercure pour 4 millions de francs ; l'affaire ne se fait pas.
Georges Duhamel remplace Vallette, mort le 28 septembre 1935, et nomme André-Ferdinand Hérold président du conseil d'administration. Les succès éditoriaux de Duhamel ont permis à la maison de sortir indemne de la crise de 1929, mais, en 1938, il démissionne et laisse la place à Jacques Bernard, déjà dans la maison depuis cinq ans, mais qui engage dès 1941 la maison dans la collaboration : cette année-là, en septembre, il renvoie Paul Léautaud. En 1945, Jacques Bernard est condamné dans le cadre de l'épuration à cinq ans de réclusion.
Duhamel, actionnaire principal de la maison, confie le 8 septembre 1944 la direction au résistant Paul Hartmann : par le biais d'Adrienne Monnier, il permet d'accueillir des textes d'Henri Michaux, Pierre Reverdy, Pierre Jean Jouve, Louis-René des Forêts et Yves Bonnefoy, ainsi que le Journal de Paul Léautaud,.
En mai 1958, les éditions Gallimard rachètent les éditions du Mercure de France ; en octobre, Hartmann est remplacé par Yvonne Manceron ; la direction est ensuite confiée en 1962 à Simone Gallimard qui publie André du Bouchet, Pierre Klossowski, Eugène Ionesco ou encore des extraits de Georges Bataille. C’est aux éditions du Mercure de France, avec la complicité de Robert Gallimard, que Romain Gary publie les romans signés Émile Ajar, qui lui permettent d’obtenir une deuxième fois le Prix Goncourt en 1975, pour La Vie devant soi.
La revue cesse de paraître à la fin de l'année 1965, la maison accueillant un temps la revue Les Lettres nouvelles dirigée par Maurice Nadeau qui y développe de 1953 à 1977 une collection, puis, dans les années 1980, la revue Digraphe.
En juin 1995, la Bibliothèque nationale de France organise une exposition, Le Mercure de France, cent un ans d'édition sous la direction de Marie-Françoise Quignard. Le 22 octobre, meurt Simone Gallimard. La direction de la maison est reprise par Isabelle Gallimard, sœur d'Antoine Gallimard, actuel président du Groupe Madrigall.
En 2000, est lancée la revue annuelle Confluences poétiques dirigée par Luis Mizón.

## Collections et séries
- Les romantiques allemands (1942)
- Collection Ivoire (1964)
- Domaine anglais (1964)
- Collection bleue (1989)
- Collection poésie (1990)
- Bibliothèque américaine (1993)
- Le Petit Mercure (1995) : collection au format poche de textes courts qui accueille différents genres littéraires
- Bibliothèque étrangère (1999)
- Le Temps retrouvé poche (1999) & Le Temps retrouvé (2003) : journaux, mémoires, souvenirs, récits de voyage, correspondances, témoignages
- Le goût de…  (2002) : anthologies littéraires consacrées à des villes, des régions, des pays et à de nombreuses thématiques...
- Traits et portraits (2002) : récits autobiographiques

## Principaux prix littéraires obtenus
Prix Goncourt : 5
1. 1910 : Louis Pergaud pour De Goupil à Margot
2. 1918 : Georges Duhamel pour Civilisation
3. 1975 : Émile Ajar (Romain Gary) pour La Vie devant soi
  - Seul écrivain à avoir obtenu le prix Goncourt 2 fois via l'utilisation d'un pseudonyme.
4. 1995 : Andreï Makine pour Le Testament français
  - Également prix Médicis et Prix Goncourt des lycéens
5. 2007 : Gilles Leroy pour Alabama Song

Prix Goncourt des lycéens : 1
1. 1995 : Andreï Makine pour Le Testament français
  - Également prix Médicis et Prix Goncourt

Prix Femina : 5
1. 1966 : Irène Monesi pour Nature morte devant la fenêtre
2. 1975 : Claude Faraggi pour Le Maître d'heure
3. 1980 : Jocelyne François pour Joue-nous « España »
4. 1991 : Paula Jacques pour Déborah et les Anges dissipés
5. 2009 : Gwenaëlle Aubry pour Personne

Prix Médicis : 3
1. 1977 : Michel Butel pour L'Autre Amour
2. 1981 : François-Olivier Rousseau pour L'Enfant d'Édouard
3. 1995 : Andreï Makine pour Le Testament français
  - ex aequo avec Vassilis Alexakis pour La Langue maternelle
  - Également Prix Goncourt et Prix Goncourt des lycéens

Prix Renaudot : 1
- 1967 : Salvat Etchart pour Le Monde tel qu'il est

Prix du roman Fnac : 1
- 2003 : Pierre Charras pour Dix-neuf secondes

Prix Interallié : 1
- 1992 : Dominique Bona pour Malika

### Volumes de la revue disponibles en ligne (1890-1935)
- Mercure de France 1890-1935 dans Gallica